# Свами Рама
Свами Рама (1925—1996) — наследник гималайской традиции санкхья-йоги. Поэт, учёный, писатель. После длительной практики в пещерах Гималаев в 1952 году по наставлению своего учителя Бенгали Бабы занимался распространением своего учения в Европе и США. Основал Гималайский институт науки йоги и философии.